# Sculptaria
Sculptaria L. Pfeiffer, 1855 è un genere di molluschi gasteropodi polmonati terrestri. È l'unico genere noto della famiglia Sculptariidae Degner, 1923.

## Descrizione
La conchiglia è piccola, discoidale, carenata, con ombelico ampio. L'apertura è obliqua, arrotondata, con peristoma continuo che presenta un margine dentato.

## Distribuzione e habitat
Il genere è endemico dell'Africa sud-occidentale.

## Tassonomia
Il genere comprende le seguenti specie:
- Sculptaria carinifera Connolly, 1939
- Sculptaria collaris (Pfeiffer, 1867)
- Sculptaria corona Burnup, 1923
- Sculptaria damarensis (H. Adams, 1870)
- Sculptaria edlingeri Connolly, 1939
- Sculptaria framesi Burnup, 1923
- Sculptaria fumarium van Bruggen & Rolán, 2003
- Sculptaria gertenbachae Blume, 1963
- Sculptaria leschkei Degner, 1922
- Sculptaria namaquensis Zilch, 1939
- Sculptaria pretiosa Zilch, 1952
- Sculptaria pyramidata Burnup, 1923
- Sculptaria retisculpta (E. von Martens, 1889)
- Sculptaria sculpturata (Gray, 1838)